# Kim Sol-Mi
Kim Sol-Mi (20 de noviembre de 1990) es una deportista norcoreana que compite en judo. Ganó una medalla en los Juegos Asiáticos de 2014, y tres medallas en el Campeonato Asiático de Judo entre los años 2013 y 2016.

## Palmarés internacional
| Juegos Asiáticos    | Juegos Asiáticos        | Juegos Asiáticos  | Juegos Asiáticos |
| Año                 | Lugar                   | Medalla           | Categoría        |
| ------------------- | ----------------------- | ----------------- | ---------------- |
| 2014                | Incheon (Corea del Sur) | Medalla de bronce | –48 kg           |
| Campeonato Asiático |                         |                   |                  |
| Año                 | Lugar                   | Medalla           | Categoría        |
| 2013                | Bangkok (Tailandia)     | Medalla de plata  | –48 kg           |
| 2015                | Kuwait (Kuwait)         | Medalla de bronce | –48 kg           |
| 2016                | Taskent (Uzbekistán)    | Medalla de bronce | –48 kg           |